# Mazzè
Mazzè es una localidad y comune italiana de la provincia de Turín, región de Piamonte, con 4.109 habitantes.

## Evolución demográfica
| Gráfica de evolución demográfica de Mazzè entre 1861 y 2001 |
|                                                             |
| Fuente ISTAT - elaboración gráfica de Wikipedia             |

## Patrimonio
- Castillo de Mazzè